# 少花蜡瓣花
少花蜡瓣花（学名：Corylopsis pauciflora）为金缕梅科蜡瓣花属下的一个种。

## 扩展阅读
維基物種上的相關：少花蜡瓣花